# Област Моноу
Област Моноу (јап. 桃生郡) Monou-gun се налази у префектури Мијаги, Јапан. 
Од 2005. године, ова област више не постоји. 
- 1. априла 2005. године - у варошима Јамото и Нарусе су спојили су се у град Хигашимацушима.
- 1. априла 2005. године варош Ошика из области Ошика спојио са варошима Кахоку, Канан, Китаками, Моноу и Огацу, сви из области Моноу, и градом Ишиномаки и формирали већи и нови град Ишиномаки.